# Elizabeth Connell
Elizabeth Connell (Puerto Elizabeth, 22 de octubre de 1946-Londres, 18 de febrero de 2012) fue una soprano dramática sudafricana.
Estudió en Londres. Se inició como mezzosoprano y debutó en el Festival de Ópera de Wexford en 1972. Cantó en la inauguración de la Ópera de Sídney en 1973 y como mezzo en la Opera Australiana como Venus, Kostelnicka y Amneris además de Eboli, Azucena, Marina, Donna Elvira y Lady Macbeth.
Luego en varias temporadas en el Covent Garden de Londres, el Festival de Bayreuth (1980/82 como Ortrud y Brangane), la Wiener Staatsoper, Ópera del Estado de Hamburgo, Deutsche Oper Berlin, Ginebra, Florencia, La Scala, Madrid, París, Metropolitan Opera, Orange, Salzburgo y San Francisco Opera entre otras.
En 1983 hizo la transición a soprano. Sus roles principales fueron Crysotemis, Elettra, Sieglinde, Judith, Brangania, Turandot, Elektra, Elisabeth, Isolde, Senta, Ariadne, Abigaille, Norma, Elsa, Ortrud y la Tintorera de La mujer sin sombra de Richard Strauss.
Su última función fue en noviembre de 2011, falleciendo tres meses después gravemente enferma.